# キーウ創始者名誉記念碑
キーウ創始者名誉記念碑（キーウそうししゃめいよきねんひ、ウクライナ語: Пам'ятний знак на честь заснування міста Києва）は、1982年にウクライナの首都・キーウ創立1500周年に建てられた記念碑である。 ドニプロ地下鉄駅とパトン橋の間のドニエプル川堤防上のナボドニツキー公園に位置する。「キーウ創始者たちへ」 (ウクライナ語: Засновникам Києва)とも呼ばれる。

## 概要
彫刻作品は、平らなボートの形をした鍛造銅で制作されており、キーウの創立者の兄弟であるキーイ、シチェク、ホリフ、そしてその妹リービジが描かれている。制作：彫刻家はヴァシル・ボロダイで建築家はミコラ・フェシェンコ。
横顔で描かれたキーイは船の前方を向き、肘を曲げて長く細い槍を持ち、シチェクは顔を横に向けてキーイの直ぐ後ろに立ち、左手には槍を右手には斧を持っている。ホリフは振り返っており、伸ばした右腕でしなやかな弧を描く弓を構えている。
両腕を羽のように高らかに掲げたリービジの像が船首に立っている。リービジは作品彫刻家のボロダイが自身の娘であるハリーナ・ボロダイをモデルにした。その娘は芸術家でグラフィック・アーティストでもあり、31歳で不治の病で亡くなっている.。
花崗岩の台座のふもとには水の泉が広がる。 船の長さは9メートル、高さは兄弟たちの部分は4.3メートル、リービジの部分は3.8メートル。

## 部分的な崩落
2010年2月23日、鉄筋コンクリートと骨格の金属腐食により記念碑の一部が崩落した。崩落したのは弟のシチェクとホリフの像の部分だった。記念碑は3か月以内に修復され、復元された記念碑は2010年5月28日に除幕された。修復には400万フリヴニャが費やされ、彫刻の内部は防水性のあるコンクリートで新しく作り直された。

## 銀行券の画像
1992年、記念碑の画像は1から5000ルーブル（カルボーヴァネツィ）の紙幣に採用された。

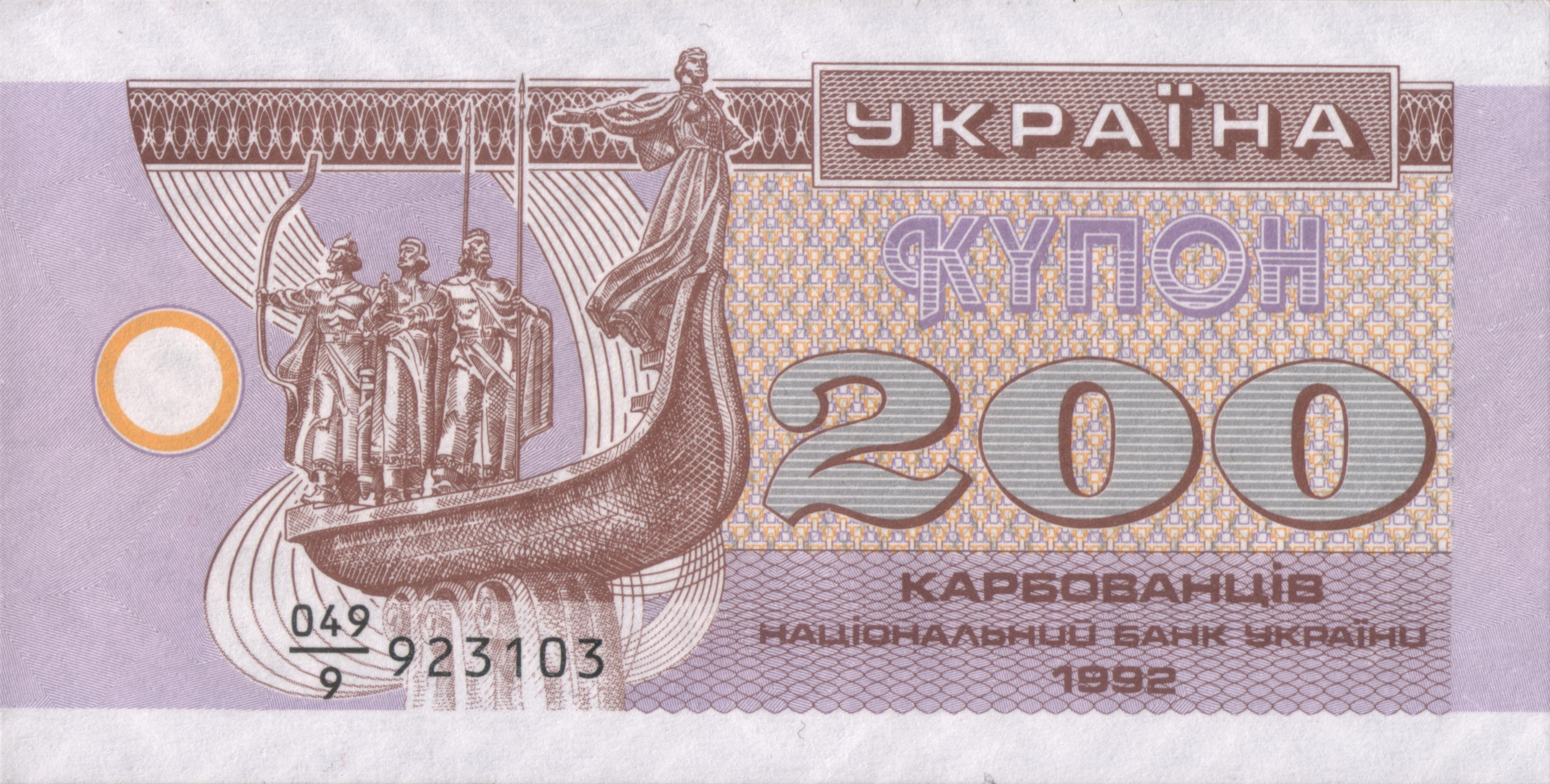
200ルーブル券

2001年、リベディの像が200フリヴニャ紙幣に採用された。しかし制作者のヴァシル・ボロダイから画像使用の承諾を得ていなかったため、ボロダイは訴訟を起こした。後に2007年の次代見本からはその画像は消えていた。

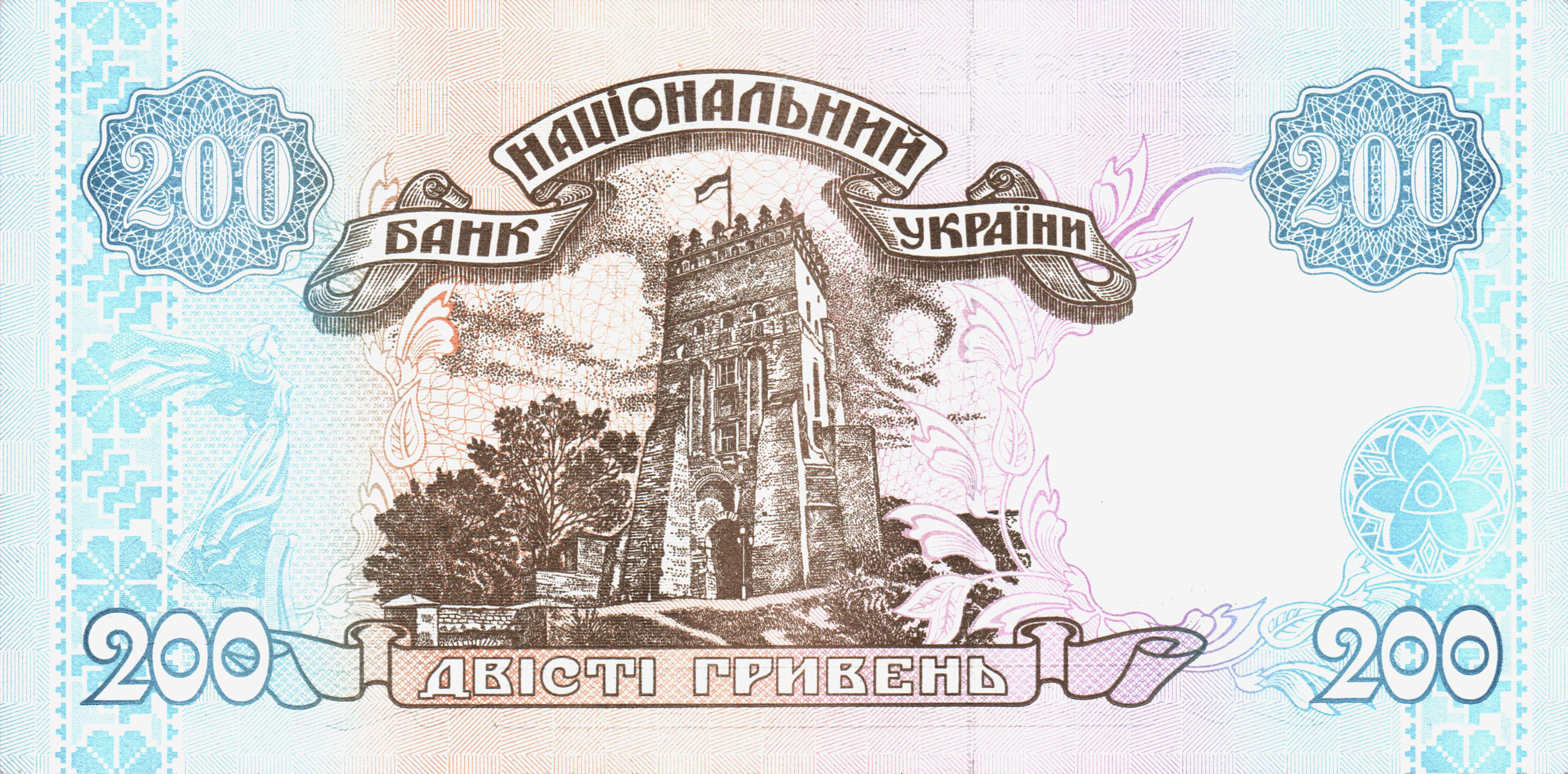
200フリヴニャ紙幣のリベディ - 紙幣の左端近く

## 類似の像
2001年には、デザインが違うもう一つの創始者達の像が作られ、独立広場に設置された。

## 2022年ロシアのウクライナ侵攻の影響
2022年2月24日にロシアのウクライナ侵攻が始まると、キーウ創始者たちの記念碑は攻撃に備えて金属製足場で囲まれ、合板や土嚢で補強と保護がなされた
イタリアの建造物3Dモデルを専門に製作する会社からの申し出によって、創始者たちの記念碑を始めとするキーウの文化遺産は3Dモデルが製作されることになった。3Dモデル製作で得られる形状データによって、もしロシア軍の攻撃によって像が破壊や損失しても、修復と復元の手助けとなることになった。
ウクライナ政府はこれと同時にキーフの歴史的及び文化的遺産の重要性をアピールすると同時に、文化財の保全の知恵、知識、助けを広く一般から講う、「#SaveKyiv（キーウを救おう）」デジタル・プロジェクトを立ち上げた。